# Катрі Люлюнперя
Катрі Люлюнперя (3 січня 1994 , Ваммала, Або-Б'єніборзька губернія ) — фінська лижниця, що спеціалізується на спринтерських дистанціях. Бронзова призерка зимової Універсіади 2019 року в змішаному командному спринті.

## Спортивна кар'єра
Катрі Люлюнперя представляла Фінляндію на зимових юнацьких Олімпійських іграх 2012 року, де її найкращим результатом стало 5-те місце в спринті, а також на шести чемпіонатах світу серед юніорів: у 2012, 2013 і 2014 роках змагалась серед дівчат віком до 20 років, у 2015, 2016 та 2017 роках - до 23 років.
У березні 2013 року у фінському Лахті спортсменка дебютувала у Кубку світу. На першому для себе чемпіонаті світу, що відбувся там само 2017 року, взяла участь лише в одних перегонах - кваліфікаційному забігу спринту, але показавши лише 32-й час, не пробилася в основну сітку. Два роки по тому на світовій першості їй знову не вдалося показати високий результат — лише 45-те місце в аналогічній дисципліні.
На Універсіаді 2019 року, що відбулась у Красноярську, взяла участь у двох дисциплінах лижної програми: в особистих перегонах на 5 км вільним стилем із роздільним стартом показала 5-й час, а в командному спринті разом із співвітчизником Йоонасом Сарккіненом виборола бронзову медаль.
На чемпіонаті світу 2021 року, показавши 7-й результат у кваліфікаційному забігу особистого спринту, фінка успішно подолала чвертьфінальну стадію, проте час, показаний у півфіналі, не дозволив їй поборотися у вирішальному забігу за медалі першості; результат - загальне 8-е місце.

## Результати за кар'єру
Усі результати наведено за даними Міжнародної федерації лижного спорту.

### Чемпіонати світу
| Рік  | Вік | 10 km індивідуальні пер. | 15 km скіатлон | 30 km мас-старт | Спринт | 4 × 5 км естафета | Командний спринт |
| ---- | --- | ------------------------ | -------------- | --------------- | ------ | ----------------- | ---------------- |
| 2017 | 23  | —                        | —              | —               | 32     | —                 | —                |
| 2019 | 25  | —                        | —              | —               | 45     | —                 | —                |
| 2021 | 27  | —                        | —              | —               | 8      | —                 | —                |

### Кубки світу
| Сезон | Вік | Місце в дисципліні | Місце в дисципліні | Місце в дисципліні | Місце в дисципліні | Місце в Скі Тур | Місце в Скі Тур | Місце в Скі Тур | Місце в Скі Тур   | Місце в Скі Тур |
| Сезон | Вік | Заг. залік         | Дистанція          | Спринт             | Ю-23               | Nordic Opening  | Тур де Скі      | Скі Тур 2020    | Кубок світу фінал | Скі Тур Канада  |
| ----- | --- | ------------------ | ------------------ | ------------------ | ------------------ | --------------- | --------------- | --------------- | ----------------- | --------------- |
| 2013  | 19  | НК                 | НК                 | НК                 | Н/Д                | —               | —               | Н/Д             | —                 | Н/Д             |
| 2014  | 20  | НК                 | НК                 | НК                 | Н/Д                | 78              | —               | Н/Д             | —                 | Н/Д             |
| 2015  | 21  | НК                 | НК                 | НК                 | НК                 | —               | —               | Н/Д             | Н/Д               | Н/Д             |
| 2016  | 22  | 88                 | НК                 | 56                 | 23                 | 48              | —               | Н/Д             | Н/Д               | —               |
| 2017  | 23  | 108                | НК                 | 79                 | 23                 | —               | —               | Н/Д             | —                 | Н/Д             |
| 2018  | 24  | НК                 | НК                 | НК                 | Н/Д                | 66              | —               | Н/Д             | —                 | Н/Д             |
| 2019  | 25  | 89                 | НК                 | 57                 | Н/Д                | НФ              | —               | Н/Д             | —                 | Н/Д             |
| 2020  | 26  | 55                 | 86                 | 30                 | Н/Д                | НФ              | —               | —               | Н/Д               | Н/Д             |
| 2021  | 27  | 75                 | НК                 | 42                 | Н/Д                | 38              | НФ              | Н/Д             | Н/Д               | Н/Д             |